# Bogdo Khan
Pour les articles homonymes, voir Bogd (homonymie).
Bogdo Khan (en mongol : ᠪᠣᠭᠳᠠ

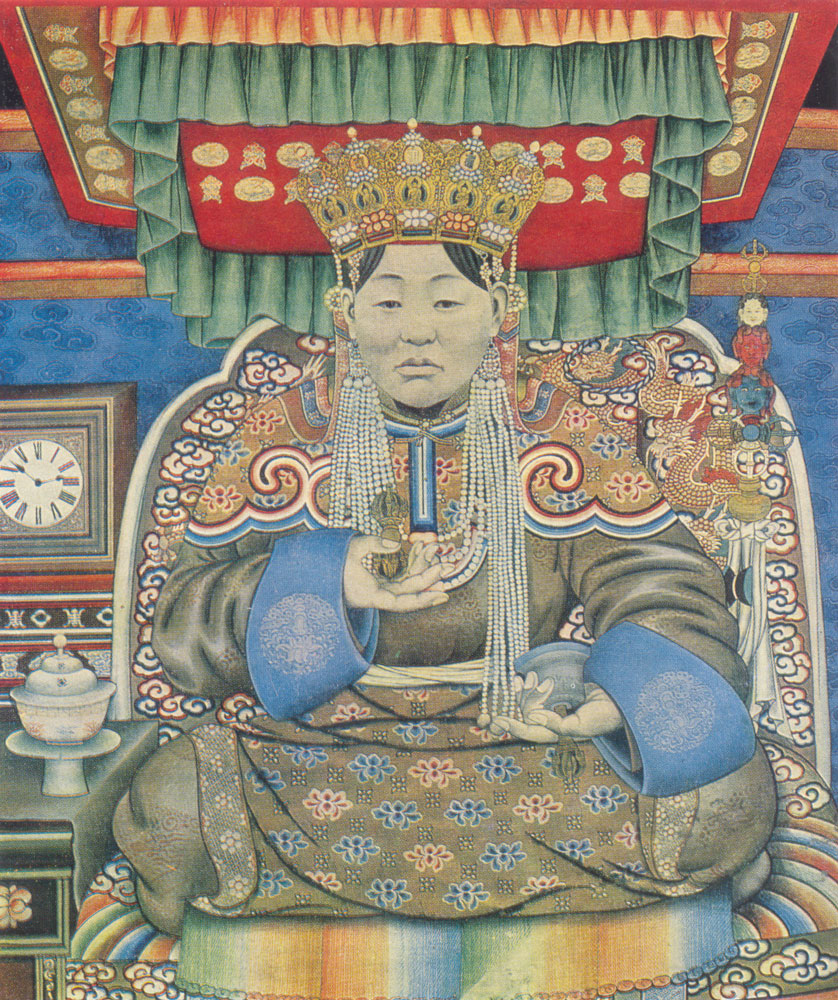
Portrait d'Ikh Dagina Dondogdulam, épouse de Bogdo Khan, par Marzan Sharav.

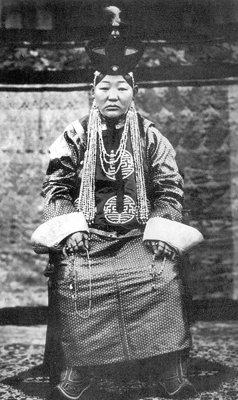
Photographie d'Ikh Dagina Dondogdulam.

ᠬᠠᠭᠠᠨ, VPMC : Bogda qaɣan, cyrillique : Богд Хаан, MNS : Bogd Khaan), né en 1869 et mort en 1924, est un chef spirituel du bouddhisme tibétain et homme d'État mongol. Porteur du double titre de khagan (empereur militaire en turco-mongol), et de bogdo gegen (ou jebtsundamba khutuktu), plus haut titre religieux du bouddhisme tibétain en Mongolie-Extérieure, il dirige celle-ci à deux reprises sous la forme d'un État autonome entre la fin de la dynastie Qing en 1911 et sa mort en 1924. Son règne est suivi de la proclamation de la République populaire mongole.

## Biographie

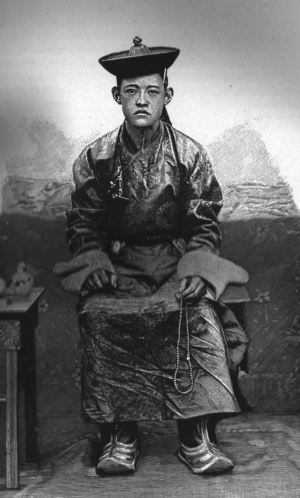
Bogdo Khan vers 1890.

Né dans une famille de dignitaires tibétains, il est reconnu en 1874 comme la nouvelle incarnation du jebtsundamba khutuktu, ou bogdo gegen, dirigeant du bouddhisme tibétain de Mongolie-Extérieure. René Guénon décrit cette fonction comme correspondant à « la force matérielle et guerrière » et la caractérise comme l'une des trois fonctions suprêmes du lamaïsme, à côté du dalaï-lama et du tashi-lama. L'équivalent de son titre en Mongolie-Intérieure est janggiya khutuktu.
En décembre 1911, la Mongolie-Extérieure, jusqu'ici province de la dynastie Qing, expulse les représentants de cette dernière et déclare son indépendance à la suite de la révolution Xinhai. À la suite de cette proclamation, Bogdo Khan est intronisé khagan (empereur) de la Mongolie autonome le 29 décembre. Sous son règle est appliquée la loi dite khalkha-djirom, créée au début du XVIIe siècle et en vigueur sur le territoire des khalkhas. Jamtsarano en a fait diverses copies.
En 1919, les troupes chinoises du gouvernement de Beiyang de la république de Chine envahissent de nouveau la Mongolie. Bogdo Khan est alors placé en résidence surveillée. Il y demeure assigné jusqu'en mars 1921, lorsque les forces des Armées blanches russes contrôlées par le baron Roman Fedorovitch von Ungern-Sternberg prennent le contrôle du pays, déclarent de nouveau son indépendance et réintègrent Bogdo Khan dans ses fonctions. Ils chassent les armées de la clique du Fengtian, Mandchous contrôlés par le seigneur de guerre Zhang Zuolin, à Ourga (aujourd'hui Oulan-Bator).
En juillet 1921, une révolution communiste menée par Damdin Sükhbaatar et le Parti du peuple mongol, avec le soutien de l'Armée rouge, renverse le gouvernement. Bogdo Khan reste néanmoins sur le trône dans le cadre d'une monarchie limitée, jusqu'à sa mort en 1924 d'un cancer du larynx. Après sa mort, le gouvernement communiste déclare qu'aucune réincarnation du Bogdo Gegen ne peut plus être trouvée et proclame la République populaire mongole (1924-1992).
Lama de la tradition gelugpa, Bogdo Khan était marié à Dondogdulam, connue sous le nom d'Ekh Dagina (mère Dakini), morte en 1923.
Le « palais d'hiver du Bogdo Khan », à Oulan-Bator, a été conservé et est aujourd'hui une attraction touristique.